# محمود عبدالقادر
محمود عبدالقادر (انگلیسی: Mahmoud Abd El Kader؛ زادهٔ ۱۲ مهٔ ۱۹۸۵) بازیکن والیبال اهل مصر است.
از باشگاه‌هایی که در آن بازی کرده‌است می‌توان به باشگاه والیبال الاهلی اشاره کرد.